# Leoš Peteráč
Leoš Peteráč je český divadelní herec. Narodil se ve Dvoře Králové. Pobyl tři roky v Hradci Králové, kde se vyučil v oboru mechanik hudebních nástrojů. Pak se vrátil na dva roky do svého bydliště, což je Nová Paka, kde úspěšně absolvoval dvouleté nástavbové studium s maturitou, obor podnikání a management. Jeho poslední školou byla VOŠ umělecká ve Zlíně, obor herectví, taktéž úspěšně absolvovaná. 
Hrával v plno kapelách, je totiž multiinstrumentalista (klavír, kytara, saxofon, basa... a další) Působil v Městském divadle Zlín a v Divadle Polárka hraje dosud. Projevuje se také jeho hudební talent a skládá hudbu k představením.  

## Soupis divadelních představení a rolí (výběr)

### Divadlo Polárka
- Letní den (Zdar)
- Petr Pan
- Dlouhý, Široký a Bystrozraký
- Bajky
- Stvoření světa (Gabriel)
- Merlin (Calmach, Strážný)
- Bořík a spol.
- Z jedné i druhé kapsy

- Manon Lescaut
- Standa a dům hrůzy (Standa)
- Hynku! Viléme!! Jarmilo!!! (Vilém)

### Městské divadlo Zlín
- Ondina
- Krása na scéně

### SemTamFór
- Elektrická puma

## Scénická hudba
- Dlouhý, Široký a Bystrozraký (Divadlo Polárka)
- Kocour v botách  (Divadlo Polárka)